# گینگستون (ماساچوست)
گینگستون (به انگلیسی: Kingston) شهرکی در شهرستان پلیموت ایالت ماساچوست می‌باشد که در سال ۱۷۲۶ بنیان‌گذاری شده‌است. این شهرک در سرشماری سال ۲۰۱۰ میلادی، ۱۲٬۶۲۹ نفر جمعیت داشته‌است.